# 卡罗琳金丝燕
卡罗琳金丝燕（学名：Aerodramus inquietus），又名加罗林金丝燕、密克罗尼西亚金丝燕或加罗林群岛金丝燕，是金丝燕属下的一种鸟类。部分分类学家认为此物种应是纯色金丝燕的亚种。卡罗琳金丝燕是加罗林群岛的特有种。其自然栖息地为亚热带或热带的湿润低地森林。